# Marspassage (Saturnus)
Marspassage från Saturnus benämns det som inträffar när planeten Mars passerar framför solen sett från Saturnus.  Mars kan då ses som en liten svart skiva som långsamt rör sig över solens yta. 
Marspassager kan även ses från Jupiter, Uranus och Neptunus.
Den senaste Marspassages från Saturnus skedde den 17 maj 2008 och nästan kommer att ske den 17 maj 2024.
Den synodiska perioden för Mars och Saturnus är 8733,893 dygn. Den inbördes inklinationen är 2,36 grader. 

## Tidtabell för Marspassager från Saturnus[2]
Passagerna upprepar sig ibland med ett mellanrum i tid av 14 eller 16 år beroende på hur planeternas omloppstider sammanfaller.
| Datum för passage |
| ----------------- |
| 4 oktober 1670    |
| 1 mars 1759       |
| 25 juli 1831      |
| 26 juli 1847      |
| 21 december 1919  |
| 22 december 1935  |
| 17 maj 2008       |
| 17 maj 2024       |
| 26 augusti 2082   |
| 12 oktober 2096   |
| 22 januari 2171   |
| 10 mars 2185      |
| 18 juni 2259      |
| 4 augusti 2273    |
| 13 november 2347  |
| 7 april 2436      |
| 23 maj 2450       |